# Магомадов, Тимербулат
Тимербула́т (Тимур-Булат) Магома́дов (род. 1976, Гудермес, Чечено-Ингушская АССР) — российский пауэрлифтер, серебряный призёр чемпионата России 2010 года (Челябинск), бронзовый призёр чемпионата мира 2012 года (Сочи), мастер спорта России международного класса. Выступал в весовых категориях до 82,5 — до 110 кг.
Чеченец.

## Спортивные результаты
| Дата                      | Место проведения    | Турнир                                                                               | Итоговое место | Весовая категория | Собственный вес (кг) | Приседания | Жим | Тяга | Сумма | Дивизион       |
| ------------------------- | ------------------- | ------------------------------------------------------------------------------------ | -------------- | ----------------- | -------------------- | ---------- | --- | ---- | ----- | -------------- |
| 30 мая — 2 июня 2012 года | Сочи                | Чемпионат мира IPA по пауэрлифтингу                                                  | 3              | 110               | 105,95               | 300        | 190 | 280  | 770   | без экипировки |
| 16-21 февраля 2010 года   | Челябинск           | Чемпионат России по пауэрлифтингу                                                    | 5              | 100               | 99,30                | 360        | 230 | 295  | 885   | в экипировке   |
| 16-21 февраля 2010 года   | Челябинск           | Чемпионат России по пауэрлифтингу                                                    | 2              | 100               | 100,80               | 300        | 185 | 270  | 755   | без экипировки |
| 20-22 января 2010 года    | Чечня               | Территориальный чемпионат Южного и Центрального федеральных округов по пауэрлифтингу | 1              | 100               | 100,00               | 380        | 240 | 290  | 910   | -              |
| 20-23 января 2009 года    | Сочи                | Территориальный чемпионат Южного и Центрального федеральных округов России           | 1              | 100               | 98,30                | 365        | 220 | 290  | 875   | в экипировке   |
| 21-25 мая 2008 года       | Санкт-Петербург     | 15-й Кубок Санкт-Петербурга по пауэрлифтингу                                         | 10             | 100               | 99,50                | 350        | 225 | 270  | 845   | в экипировке   |
| 23-27 января 2008 года    | Курск               | Территориальный чемпионат Южного и Центрального федеральных округов России           | —              | 100               | 97,60                | 330        | 210 | —    | —     | в экипировке   |
| 19-21 января 2007 года    | Камышин             | Чемпионат Южного федерального округа России                                          | 2              | 100               | 96,35                | 310        | 190 | 260  | 760   | в экипировке   |
| 27-30 января 2005 года    | Ставропольский край | Территориальный чемпионат Центрального и Южного федеральных округов России           | 13             | 90                | 89,00                | 285        | 185 | 250  | 720   | в экипировке   |
| 25-29 августа 2004 года   | Воронеж             | Кубок России по пауэрлифтингу                                                        | 22             | 82,5              | 82.00                | 290        | 165 | 260  | 715   | в экипировке   |